# Фројдов музеј
Фројдов музеј (енгл. Freud Museum) један је од неколико музеја у свету посвећених Зигмунду Фројду. Налази се у његовом некадашњем породичном стану у Лондону. У овом стану је Фројд провео своју последњу годину живота, након што је био принуђен да напусти Беч са породицом, под притиском растућег националсоцијализма у Аустрији.
Музеј је основан након смрти његове најмлађе ћерке Ане Фројд, која је у породичном дому живела све до смрти 1982. године, у знак сећања на оснивача психоанализе, како би сачувао атмосферу која је владала у том стану из време када су два великана психијатрије Зигмунда и Ане Фројд у њему живели и радили.

## Положај и изглед
Музеј се налази изван центра Лондона у улици Maresfield Gardens 20. Отворен је за посетиовце од среде до недеље од 12 – 17 часова. У њему је практично готово сва Фројдова заоставштина са преко две хиљаде предмета, не рачунајући оне малобројне који се налазе у Фројдовом бечком музеју.
Кућа је изграђена 1920. године, у стилу краљице Ане. По усељењу Фројдови су дозидана једну зграду са малом осунчаном собом у модерном стилу. У време усељавања у кућу Фројд је имао више од осамдесет година. Врт куће, који су изузетно волели Зигмунд и Ана очуван је у потпуности, и одржава се на исти начин како је то чинила породица Фројд.

## Историја
Свој нови дом у Лондону породица Фројд буквално је основала у последњем тренутку, кадаје Фројд могао да напусти Беч, у јуну 1938. године пре него што су нацисти почели да чисте Беч од јеврејских интелектуалаца. Пре одласка из Беча Фројд је морао писмено да потврди да није био угрожен, и да одлази са жељом, да тада већ оболео од рака, крај живота проведе у слободи и нади. Остаће запамћено да је у пресељењу породице Фројд и њихове целокупне имовине, велику улогу одиграла Мари Бонапарт која им је својим доброчинством омогућила да избегну страдање у нацистичкој Аустрије, у време експанзије националсоцијализма.
Пресељење је било потпуно, понео је све са собом. Након годину дана, 1939. године Фројд напушта свет заувек, а у Лондону, његова кћерка Ана Фројд, дан након очеве смрти, закључава Фројдову радну собу са свим стварима у њој, јер је желела да све остане онако како је било на дан Фројдове смрти .И данас је у овој соби управо тако како је Ана оставила. Испуњена је њена жеља да се и након њене смрти ствари не дирају и да соба остане као вечни споменик њеном оцу.
У овом музеју сачувана је сва магија скривена у лондонској улици и у радној соби: подни паркет са дебелим слојем лака, на столу књига преко које су наочаре, његов жиг, поред отворена кутија за наочаре. Фројд је радну собу, као и ону у Бечу, напунио сликама из прошлости које су му стајале пред очима при свакој реченици коју је записивао – „као посматрач партије шаха који тефтери сваки потез”.

## Музејска збирка
У музеју је приказана сва заоставштина Фројдових, коју су они донели са собом из Беча, и чине је:
- Намештај и посуђе различитих стиалова; у Бидермајер стилу, као што су корпе, столови и додатни сточићи. Постоје и колекције аустријског осликаног намештаја из 18. и 19. века.
- Фројдова збирка египатских, грчких, римских и оријенталних антиквитета, и лична библиотека психоаналитичара.
- Ремек дело и звезда музеја Фројдов кауч за психоаналитички рад са пацијентима. Овај кауч је поклон једног од његових пацијената, мадам Бенвенисти, из 1890. године. Рестаурација кауча, обављена 2013. године, коштала је музеј 5.000 фунти стерлинга (£).[тражи се извор]
- Радну соба и библиотека коју је сачувала и одржавала Ана Фројд, након што је њен отац умро.
- Полица са књигама иза Фројдовогг стола које садрже дела неки од његових омиљених писаца: Јохана Волфганг Гетеа и дела других немачких писаца, дела Вилијема Шекспира...
- Неколико слика, међу којима је сликама је „Едип и загонетна Сфинге" и „Лекција др Шаркоа", као и фотографије Марте Бернаис Фројд  (његова супруга) Лу Андреаса Саломеа (немачког интелектуалаца), Ивет Гуилберта (француског певача), Мари Бонапарт(психоаналитичарке и француске списатељице) и Ернст фон Флеисцхла (аустријског физичар и физиолог), ортрет Фројда који је осликао Салвадор Дали.[2]

Посебна просторија намењена је за видеопројекције и у њој се пројектују јединствени филмски материјал који приказује породицу Фројд из 1930-их, уз пратеће коментаре Ане Фројд